# Cor Roffelsen
Cornelis (Cor) Roffelsen (Gemert, 5 juni 1889 – Helmond, 27 maart 1958) was een architect actief in heel Zuidoost-Brabant. Hij was tevens vanaf 1912 tot 1920 gemeentearchitect en directeur van de gemeentelijke tekenschool van Deurne. Hij ontwierp onder meer landhuis "De Romein" voor H.N. Ouwerling (voltooid 1913) en woonhuis met praktijk en atelier "De Wieger" voor Hendrik Wiegersma (voltooid 1922). Met zijn bouwstijl behoorde hij tot de Delftse School. De Delftse School (ca. 1925-1955) was een stroming in het traditionalisme in de Nederlandse architectuur die is ontstaan rondom de Delftse hoogleraar ir. Marinus Jan Granpré Molière.

## Leven en werk
Cornelis Roffelsen was een zoon van Johannes Baptista Roffelsen en Johanna Elisabeth Frankevort. Zijn vader, broodbakker van beroep, was geboortig van Vledder (Drenthe). Toen Cor nog een baby was, verhuisde hij met het hele gezin (vader en moeder met hun vier kinderen) naar Helmond, waar nog drie dochters geboren werden. De oudste broer van Cornelis, Wilhelmus Lambertus, zette het bakkersbedrijf van vader in Helmond voort.
Cornelis huwde op 8 mei 1916 te Deurne met Ida Helena Maria Gitzels, dochter van een Liesselse molenaar. Zij kregen tussen 1917 en 1923 vijf kinderen: vier dochters en een zoon. In 1919 vestigde hij in Helmond een architectenbureau met Hemsing en in 1921 opende hij onder eigen naam een kantoor te Eindhoven. In 1924 verplaatste hij zijn beroepsactiviteiten helemaal naar Helmond waarheen hij met het gezin verhuisde.
Veel van zijn werken zijn gerealiseerd in Deurne waaronder diverse rijksmonumenten zoals de in 2001 op de Rijksmonumentenlijst geplaatste landhuizen van Ouwerling en Wiegersma, en enkele herenhuizen aan de Stationslaan in Deurne. Daaronder huisnummers 3 waarin hij ook zelf heeft gewoond.  

## Werken
Werken van Roffelsen zijn onder andere:
- Zijbeuken van de Sint-Leonarduskerk in Beek en Donk (1929)
- Gemeentehuis van Nistelrode (1938)
- Sint-Leonarduskerk in Helmond (1947)
- Onze-Lieve-Vrouw van Binderenkerk in Helmond (1955)